# Marika Awtandilowna Pertachija
Marika Awtandilowna Pertachija (russisch Марика Автандиловна Пертахия; * 15. Dezember 1992 in Gali) ist eine ehemalige russische Freestyle-Skierin. Sie startete in den Buckelpisten-Disziplinen Moguls und Dual Moguls.

## Werdegang
Pertachija nahm von 2008 bis 2010 vorwiegend am Europacup teil. Dabei holte sie zwölf Podestplatzierungen, darunter acht Siege, und belegte in der Saison 2008/09 den zweiten und in der Saison 2009/10 den ersten Platz in der Moguls-Disziplinenwertung. Im Weltcup debütierte sie am 18. März 2010 in der Sierra Nevada und belegte dabei den 14. Platz im Moguls-Wettbewerb. In der Saison 2010/11 kam sie bei acht Weltcupteilnahmen fünfmal unter die ersten Zehn und erreichte damit den 13. Platz im Moguls-Weltcup. Bei den Weltmeisterschaften 2011 in Deer Valley errang sie den elften Platz im Dual Moguls und den neunten Platz im Moguls. Im März 2011 holte sie bei den Juniorenweltmeisterschaften in Jyväskylä die Silbermedaille im Moguls und die Goldmedaille im Dual Moguls.
In der folgenden Saison 2011/12 war im Weltcup der siebte Platz in Méribel Pertachijas bestes Ergebnis. Bei den Juniorenweltmeisterschaften 2012 in Chiesa in Valmalenco gewann sie Bronze im Moguls und Silber im Dual Moguls. In der Saison 2012/13 erreichte sie in Calgary mit dem vierten Platz im Moguls-Wettbewerb ihre bisher beste Weltcup-Platzierung. Beim Saisonhöhepunkt, den Weltmeisterschaften 2013 in Voss, belegte sie den neunten Platz im Moguls. In der folgenden Saison 2013/14 waren achte Ränge in Inawashiro und Voss ihre besten Weltcupresultate. Bei den Olympischen Winterspielen 2014 in Sotschi errang sie den 17. Platz im Moguls-Wettbewerb. Im März 2014 wurde sie russische Moguls-Meisterin.
Pertachija gelang in der Saison 2014/15 keine Top-Zehn-Platzierung im Weltcup, ein 14. Platz war ihre beste Saisonplatzierung. Bei den Weltmeisterschaften 2015 am Kreischberg kam sie auf den 17. Platz im Dual Moguls und den 10. Platz im Moguls-Wettbewerb. Im März gewann sie bei der Winter-Universiade 2015 in der Sierra Nevada die Moguls-Silbermedaille. In der Saison 2015/16 erreichte sie bei acht Weltcupstarts sechs Top-10-Resultate, was für den elften Platz im Moguls-Weltcup reichte. Im März 2016 wurde sie zum zweiten Mal russische Moguls-Meisterin. In der folgenden Saison 2016/17 belegte sie mit vier Top-10-Ergebnisse den zwölften Platz im Moguls-Weltcup. Bei den Weltmeisterschaften 2017 in der Sierra Nevada wurde sie Fünfte im Dual Moguls und Vierte im Moguls-Wettbewerb. Nachdem sie zu Beginn der Saison 2017/18 mit Platz drei beim Moguls-Wettbewerb in Ruka ihre einzige Podestplatzierung im Weltcup errang, kam sie dreimal unter die ersten Zehn und erreichte damit den 13. Platz im Moguls-Weltcup. Dabei absolvierte sie in Mont-Tremblant ihren 75. und damit letzten Weltcup. Bei den Olympischen Winterspielen 2018 in Pyeongchang errang sie den 16. Platz im Moguls.

## Erfolge

### Olympische Spiele
- Sotschi 2014: 17. Moguls
- Pyeongchang 2018: 16. Moguls

### Weltmeisterschaften
- Deer Valley 2011: 9. Moguls, 11. Dual Moguls
- Voss 2013: 9. Moguls, 32. Dual Moguls
- Kreischberg 2015: 10. Moguls, 17. Dual Moguls
- Sierra Nevada 2017: 4. Moguls, 5. Dual Moguls

### Weltcup
Pertachija errang im Weltcup einen Podestplatz.
Weltcupwertungen:
| Saison  | Gesamt | Gesamt | Skicross | Skicross |
| Saison  | Platz  | Punkte | Platz    | Punkte   |
| ------- | ------ | ------ | -------- | -------- |
| 2009/10 | 119.   | 2      | 43.      | 18       |
| 2010/11 | 49.    | 18     | 13.      | 203      |
| 2011/12 | 55.    | 16     | 17.      | 213      |
| 2012/13 | 104.   | 11     | 21.      | 132      |
| 2013/14 | 86.    | 15     | 18.      | 160      |
| 2014/15 | 95.    | 8,33   | 26.      | 75       |
| 2015/16 | 43.    | 31,50  | 11.      | 252      |
| 2016/17 | 60.    | 20,73  | 12.      | 228      |
| 2017/18 | 75.    | 19,1   | 13.      | 191      |

### Europacup
- Saison 2008/09: 2. Moguls-Disziplinenwertung
- Saison 2009/10: 1. Moguls-Disziplinenwertung
- 12 Podestplätze, davon 8 Siege

### Juniorenweltmeisterschaften
- Jyväskylä 2011: 1. Dual Moguls, 2. Moguls
- Chiesa in Valmalenco 2012: 2. Dual Moguls, 3. Moguls

### Weitere Erfolge
- Winter-Universiade 2015: 2. Moguls
- 2 russische Meistertitel (Moguls 2014 und 2016)